# Hesperotipula
Hesperotipula is een ondergeslacht van het geslacht van insecten Tipula binnen de familie langpootmuggen (Tipulidae).

## Soorten
Deze lijst van 21 stuks is mogelijk niet compleet.
- T. (Hesperotipula) aitkeniana (Alexander, 1944)
- T. (Hesperotipula) arnaudi (Alexander, 1965)
- T. (Hesperotipula) californica (Doane, 1908)
- T. (Hesperotipula) circularis (Alexander, 1947)
- T. (Hesperotipula) contortrix (Alexander, 1944)
- T. (Hesperotipula) coronado (Alexander, 1946)
- T. (Hesperotipula) chlorion (Alexander, 1965)
- T. (Hesperotipula) chumash (Alexander, 1961)
- T. (Hesperotipula) derbyi (Doane, 1912)
- T. (Hesperotipula) fragmentata (Dietz, 1919)
- T. (Hesperotipula) linsdalei (Alexander, 1951)
- T. (Hesperotipula) micheneri (Alexander, 1944)
- T. (Hesperotipula) millardi (Alexander, 1965)
- T. (Hesperotipula) mutica (Dietz, 1919)
- T. (Hesperotipula) opisthocera (Dietz, 1919)
- T. (Hesperotipula) ovalis (Alexander, 1951)
- T. (Hesperotipula) sanctaeluciae (Alexander, 1951)
- T. (Hesperotipula) streptocera (Doane, 1901)
- T. (Hesperotipula) supplicata (Alexander, 1944)
- T. (Hesperotipula) sweetae (Alexander, 1931)
- T. (Hesperotipula) trypetophora (Dietz, 1919)